# 梅雨镇
梅雨镇，是中华人民共和国四川省凉山彝族自治州盐源县下辖的一个乡镇级行政单位。2020年6月，将原下海乡柳树湾村所属行政区域划归梅雨镇管辖，将原博大乡红岩子村所属行政区域划归梅雨镇管辖。

## 行政区划
梅雨镇下辖以下地区：
街道社区、龙家湾社区、金山村、杉八窝村、八家村、黑山村、雨堡村、娃儿嘴村、虾耙沟村。